# Liste der Kulturdenkmale in Nemt
Die Liste der Kulturdenkmale in Nemt enthält die in der amtlichen Denkmalliste des Landesamtes für Denkmalpflege Sachsen ausgewiesenen Kulturdenkmale im Wurzener Ortsteil Nemt.

## Legende
- Bild: Bild des Kulturdenkmals, ggf. zusätzlich mit einem Link zu weiteren Fotos des Kulturdenkmals im Medienarchiv Wikimedia Commons. Wenn man auf das Kamerasymbol klickt, können Fotos zu Kulturdenkmalen aus dieser Liste hochgeladen werden:
- Bezeichnung: Denkmalgeschützte Objekte und ggf. Bauwerksname des Kulturdenkmals
- Lage: Straßenname und Hausnummer oder Flurstücknummer des Kulturdenkmals. Die Grundsortierung der Liste erfolgt nach dieser Adresse. Der Link (Karte) führt zu verschiedenen Kartendiensten mit der Position des Kulturdenkmals. Fehlt dieser Link, wurden die Koordinaten noch nicht eingetragen. Sind diese bekannt, können sie über ein Tool mit einer Kartenansicht einfach nachgetragen werden. In dieser Kartenansicht sind Kulturdenkmale ohne Koordinaten mit einem roten bzw. orangen Marker dargestellt und können durch Verschieben auf die richtige Position in der Karte mit Koordinaten versehen werden. Kulturdenkmale ohne Bild sind an einem blauen bzw. roten Marker erkennbar.
- Datierung: Baubeginn, Fertigstellung, Datum der Erstnennung oder grobe zeitliche Einordnung entsprechend des Eintrags in der sächsischen Denkmaldatenbank
- Beschreibung: Kurzcharakteristik des Kulturdenkmals entsprechend des Eintrags in der sächsischen Denkmaldatenbank, ggf. ergänzt durch die dort nur selten veröffentlichten Erfassungstexte oder zusätzliche Informationen
- ID: Vom Landesamt für Denkmalpflege Sachsen vergebene, das Kulturdenkmal eindeutig identifizierende Objekt-Nummer. Der Link führt zum PDF-Denkmaldokument des Landesamtes für Denkmalpflege Sachsen. Bei ehemaligen Kulturdenkmalen können die Objektnummern unbekannt sein und deshalb fehlen bzw. die Links von aus der Datenbank entfernten Objektnummern ins Leere führen. Ein ggf. vorhandenes Icon  führt zu den Angaben des Kulturdenkmals bei Wikidata.

## Nemt
| Bild           | Bezeichnung | Lage                       | Datierung                       | Beschreibung | ID       |
| -------------- | --- | -------------------------- | ------------------------------- | --- | -------- |
| Weitere Bilder | Kirche (mit Ausstattung) und Kirchhof mit Einfriedung sowie einige Grabsteine und Kriegerdenkmal für die Gefallenen des Ersten Weltkrieges | Alte Poststraße (Karte)    | 12. Jh., später überformt       | Saalkirche mit polygonalem Chorschluss und Westturm, im Kern ein romanisch-gotischer Kirchenbau, baugeschichtlich, kunstgeschichtlich, ortsgeschichtlich und ortsbildprägend von Bedeutung. Kirche: verputzter Bruchsteinbau, Saalkirche mit polygonalem Chorschluss, Satteldach, rechteckiger Turm mit Satteldach, Anbauten, Chor gewölbt, (Kanzel bezeichnet: 1829 und 1907), Kriegerdenkmal: Inschrifttafel, Eichenlaub, Inschrift: „Unseren Helden“, Namen der Toten und „Evang. Joh. 15.13“ | 08973578 |
|                | Wohnstallhaus eines Dreiseithofes | Alte Poststraße 23 (Karte) | 2. Hälfte 19. Jh.               | Putzbau, Zeugnis der bäuerlichen Bau- und Lebensweise im 19. Jahrhundert, baugeschichtlich von Bedeutung. zweigeschossiger verputzter Massivbau (Bruchstein, Ziegelstein), Fenstersohlbänke im Erdgeschoss in Sandstein, originale Putzgliederung, geputzte Gesimse, Satteldach (Biberschwanzdeckung), Putztraufe, Türen erneuert, im Giebel rundbogige Zwillingsfenster mit Kämpfer in Sandstein.                                                                                               | 08974486 |
|                | Ehemaliges Spritzenhaus (jetzt Wäscherolle im Innern)                                                                                      | Alte Poststraße 42 (Karte) | 19. Jh.                         | von ortshistorischer Bedeutung. Spritzenhaus: eingeschossiger Massivbau, Fachwerkgiebel, Satteldach, im Inneren alte Wäscherolle. | 08973580 |
|                | Pfarrhaus und Toranlage | Alte Poststraße 43 (Karte) | Mitte 19. Jh., spätere Umbauten | einfache originale Putzgliederung mit Wappen, von ortshistorischer Bedeutung. Pfarrhaus: zweigeschossiger verputzter Massivbau, größtenteils steinerne Fenstergewände, profilierte Traufe, Satteldach, originale Putzgliederung mit Wappen, Türgewände mit älterer Tür. | 08973579 |